# Lactarius vellereus
Lactarius vellereus é um fungo que pertence ao gênero de cogumelos Lactarius, da ordem Russulales. Encontrado na Europa e na América do Norte, foi descrito cientificamente em 1838 pelo micologista sueco Elias Magnus Fries.

## Taxonomia e nomenclatura
Os fungos do gênero Lactarius são comumente conhecidos nos países de língua inglesa como milkcaps, e o nome popular de L. vellereus recomendado pela Sociedade Micológica Britânica é fleecy milkcap.